# Дом Роби
Дом Фредерика С. Роби (англ. Frederick C. Robie House) — национальный исторический памятник США, который сейчас находится на территории кампуса Чикагского университета в районе Саут-Сайд Гайд-парка в Чикаго, штат Иллинойс. Построенное между 1909 и 1910 годами, здание было спроектировано архитектором Фрэнком Ллойдом Райтом как дом для одной семьи. Он считается, пожалуй, лучшим образцом школы прерий, первого архитектурного стиля, который считается исключительно американским.
Дом Роби был признан Национальным историческим памятником 27 ноября 1963 года и был внесён в первый список Национального реестра исторических мест от 15 октября 1966 года. Список наследия под названием «Архитектура Фрэнка Ллойда Райта XX века» в июле 2019 года.

## Архитектура
Дом Роби является одним из самых известных примеров архитектуры прерий Фрэнка Ллойда Райта. Этот термин был придуман архитектурными критиками и историками (не Райтом), которые заметили, что здания и их различные компоненты обязаны своим дизайнерским влиянием ландшафту и растительности прерий Среднего Запада Соединенных Штатов. Типичный для домов прерий Райта, он спроектировал не только дом, но и все интерьеры, окна, освещение, ковры, мебель и текстиль. Как писал Райт в 1910 году, «совершенно невозможно рассматривать здание как одно, а его обстановку — как другое… Все это просто структурные детали его характера и завершенности».

### Экстерьер
Выступающие консольные карнизы крыши, непрерывные полосы окон из художественного стекла и использование римского кирпича подчеркивают горизонталь, которая вызывала у Райта богатые ассоциации. Горизонтальная линия напомнила ему американские прерии и была линией отдыха и укрытия, подходящей для дома. Внешние стены представляют собой двойную конструкцию из обычного чикагского кирпича с облицовкой из римского кирпича с красно-оранжевыми пятнами железа. Чтобы ещё больше подчеркнуть горизонтальность кирпичей, горизонтальные швы были заполнены раствором кремового цвета, а небольшие вертикальные швы заполнены раствором кирпичного цвета. Издалека этот сложный и дорогостоящий метод сгибания создает впечатление непрерывных линий горизонтального цвета и сводит к минимуму появление отдельных кирпичиков. Дизайн окон из художественного стекла представляет собой абстрактный узор из цветного и прозрачного стекла с использованием любимых Райтом углов 30 и 60 градусов. Райт использовал аналогичные конструкции в гобеленах внутри дома и для ворот, окружающих открытые пространства и ограждающих двор гаража. Щедрый бюджет Роби позволил Райту спроектировать дом с преимущественно стальной конструкцией, что объясняет минимальный прогиб карниза. Урны для плантаций, наличники, перемычки, подоконники и другая внешняя отделка сделаны из бедфордского известняка.

### Архитектурное значение
В 1956 году журнал The Archectural Record назвал дом Роби «одним из семи самых примечательных жилых домов, когда-либо построенных в Америке».
В 1991 году Американский институт архитекторов назвал Роби Хаус одним из лучших произведений американских архитекторов за все время.
В 2008 году Служба национальных парков США представила дом Роби вместе с девятью другими объектами Фрэнка Ллойда Райта в предварительный список для получения статуса всемирного наследия. 10 сайтов были представлены как один сайт целиком.
В июле 2012 года, министр внутренних дел Кен Салазар объявил, что он официально выдвинет Дом Роби и десять других зданий, спроектированных Райтом, в качестве кандидатов США на получение статуса всемирного наследия. Окончательное решение о включении в список будет принято Комитетом всемирного наследия, состоящим из представителей 21 нации и рекомендованным Международным советом по памятникам и достопримечательным местам. После пересмотренных предложений в июле 2019 года объекты были внесены в Список всемирного наследия под названием «Архитектура Фрэнка Ллойда Райта XX века».
В 2011 году компания Lego выпустила набор моделей Дома Роби из 2276 деталей в рамках своей линейки продуктов Lego Architecture (номер набора 21010). Это было третье здание Райта, представленное в сериале.
Роби Хаус является предметом документального фильма PBS 2013 года и сопутствующей книги «10 зданий, которые изменили Америку».
В рамках празднования двухсотлетия Иллинойса в 2018 году Дом Роби был выбран Американским институтом архитекторов штата Иллинойс (AIA Illinois) в качестве одного из 200 замечательных мест штата Иллинойс.

## Окружающая застройка
В то время, когда Дом Роби был сдан в эксплуатацию в 1908 году, участки вокруг дома были в основном пусты, за исключением участков непосредственно к северу на Вудлон-авеню, которые были заполнены большими домами. К востоку от участка и через переулок муниципальных служб примерно в 1923 году был построен дом в стиле французской провинции для лауреата Нобелевской премии по физике Альберта А. Майкельсона. На западе целый квартал свободной земли отделял это место от растущего кампуса Чикагского университета, но к 1930 году были построены здания Часовни Рокфеллера (1928), Чикагской теологической семинарии (1928) и Восточного института (1930).
Прямо к югу, через 58-ю улицу от Роби Хауса, находится Центр Чарльза М. Харпера Школы бизнеса Бута Чикагского университета. Спроектированное уругвайским архитектором Рафаэлем Виньоли и завершенное в 2004 году, здание соответствует масштабу дома Роби и содержит элементы, которые перекликаются с вкладом Райта в словарь современной архитектуры.

## Галерея

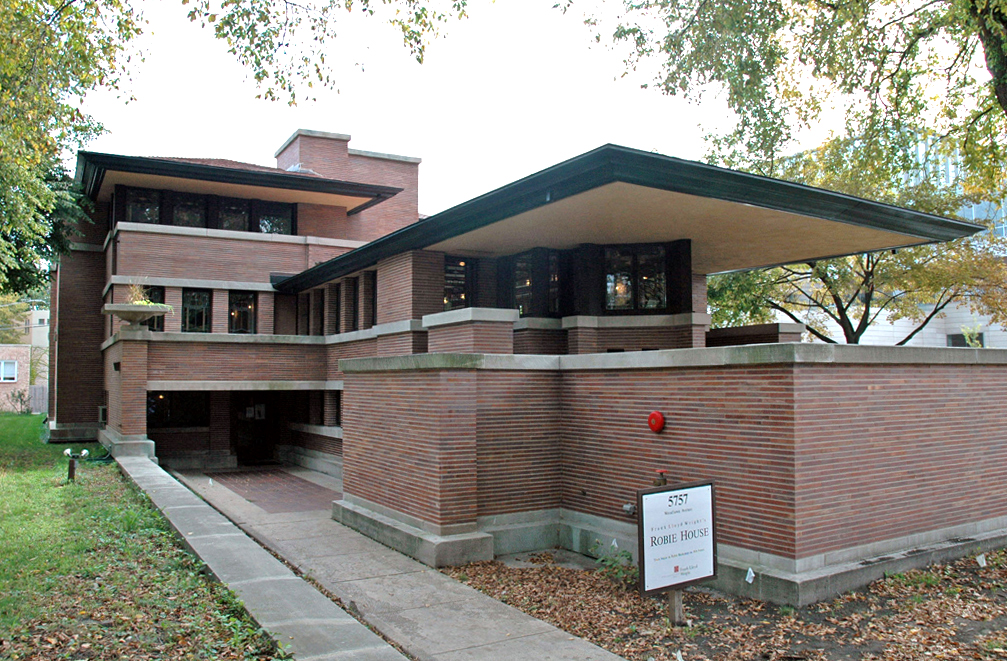
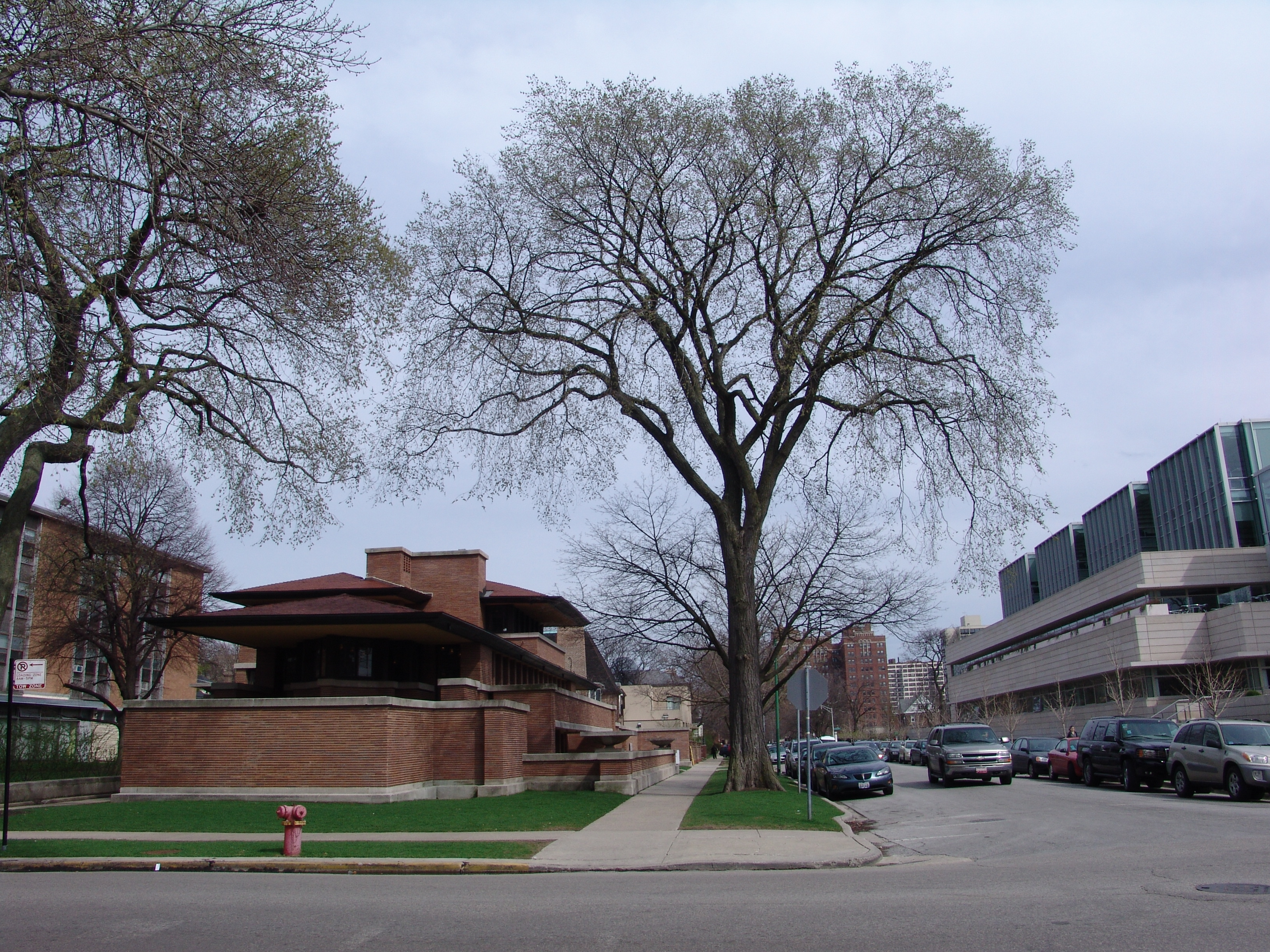
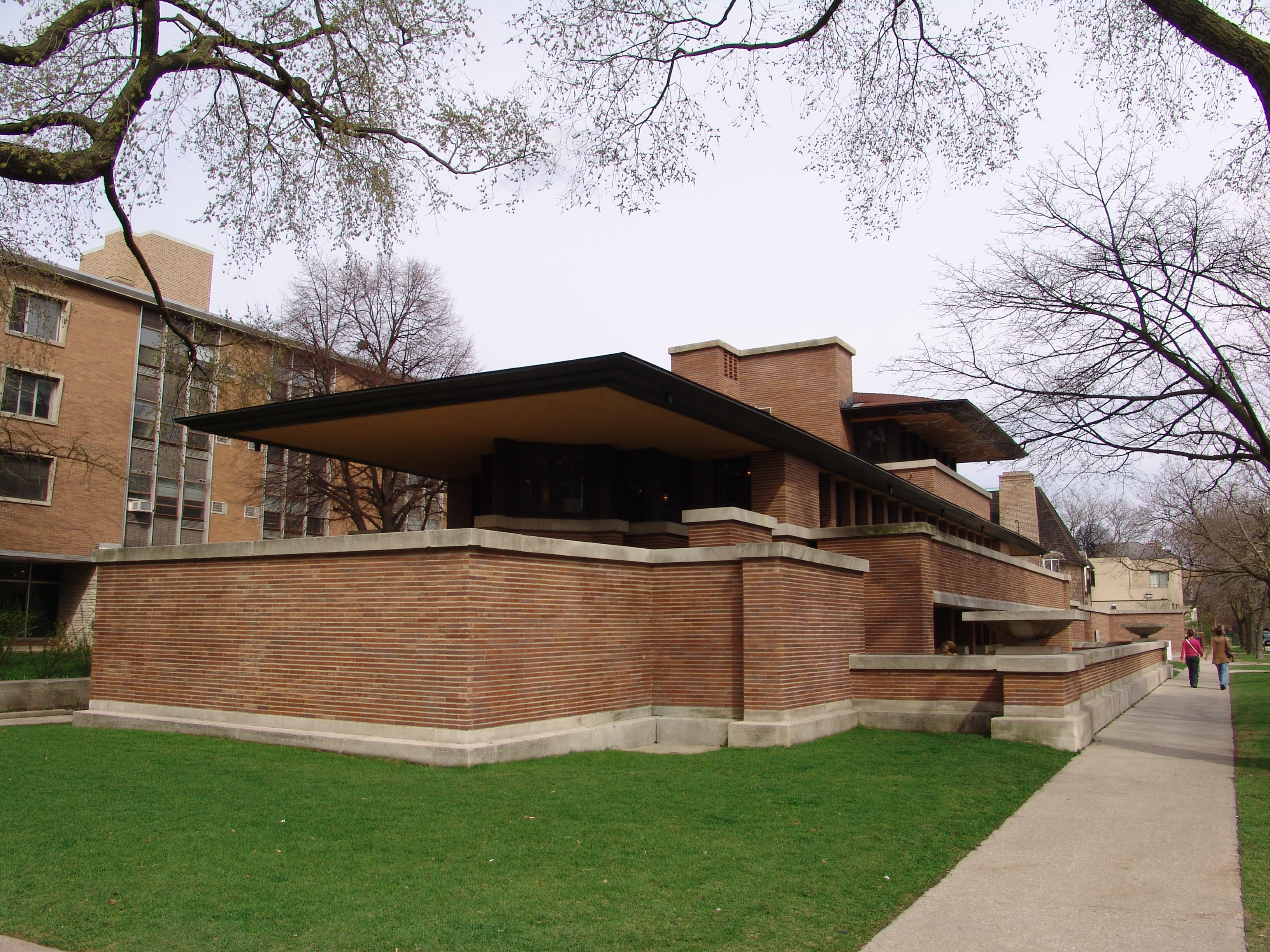
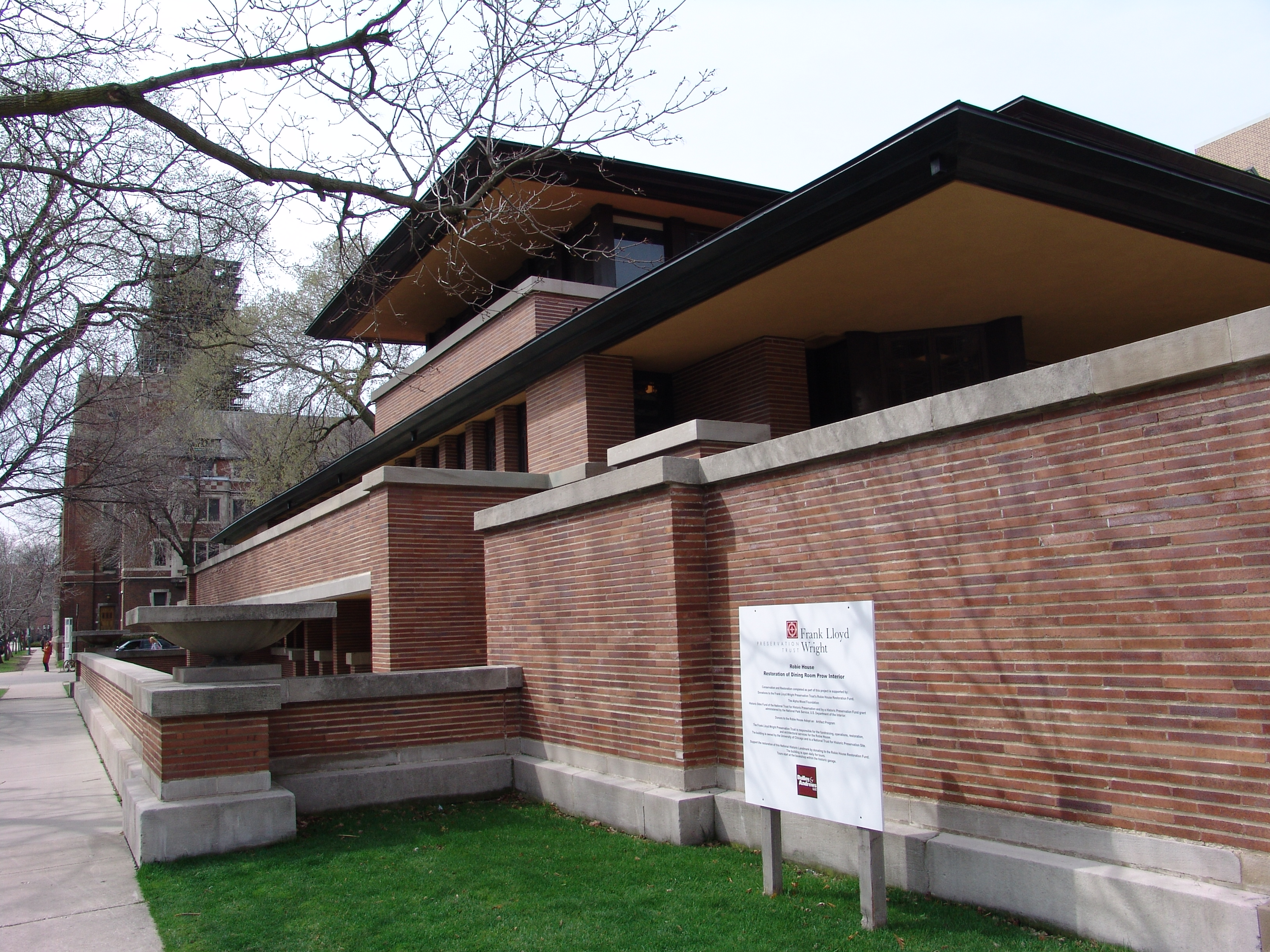
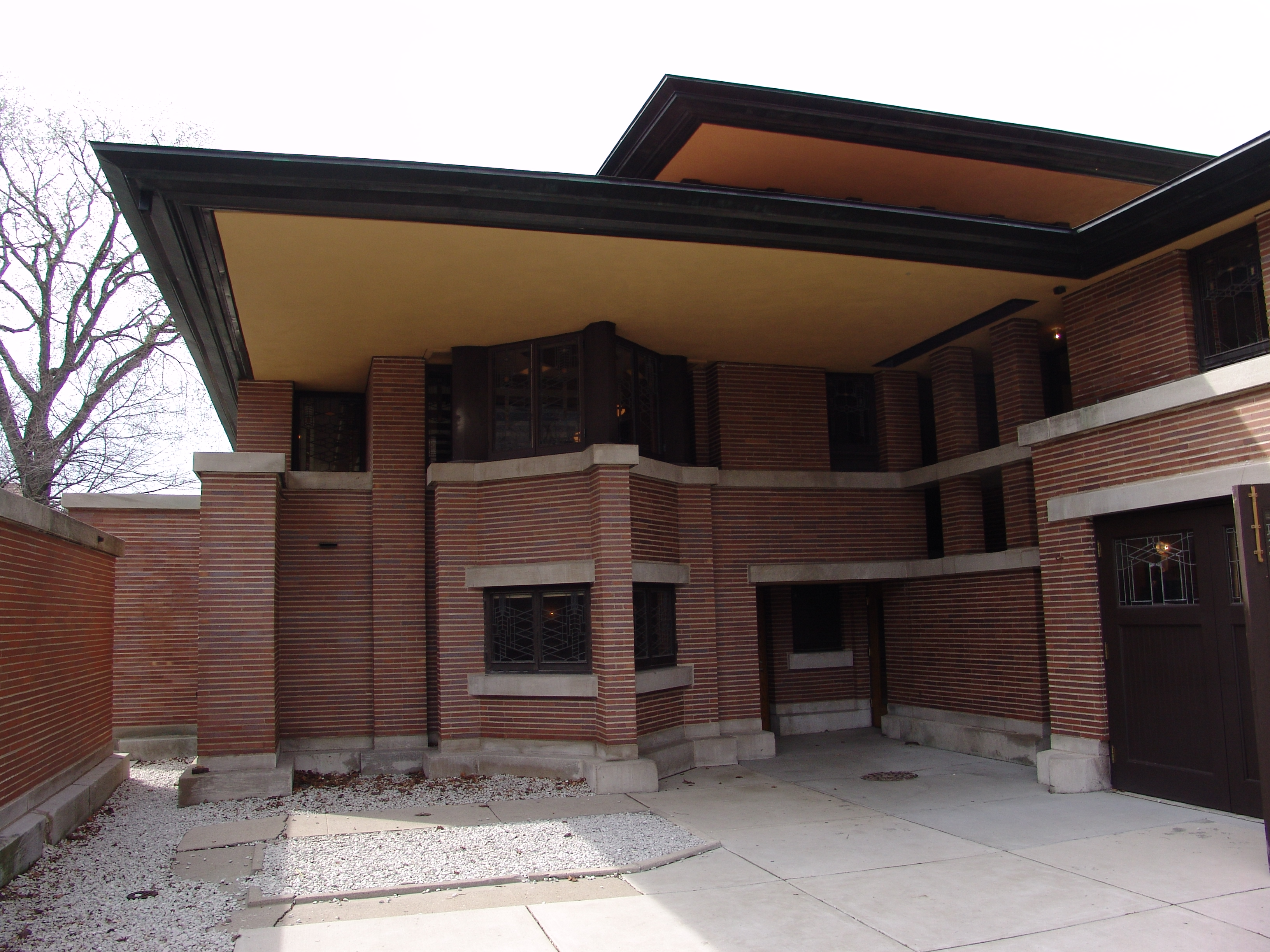
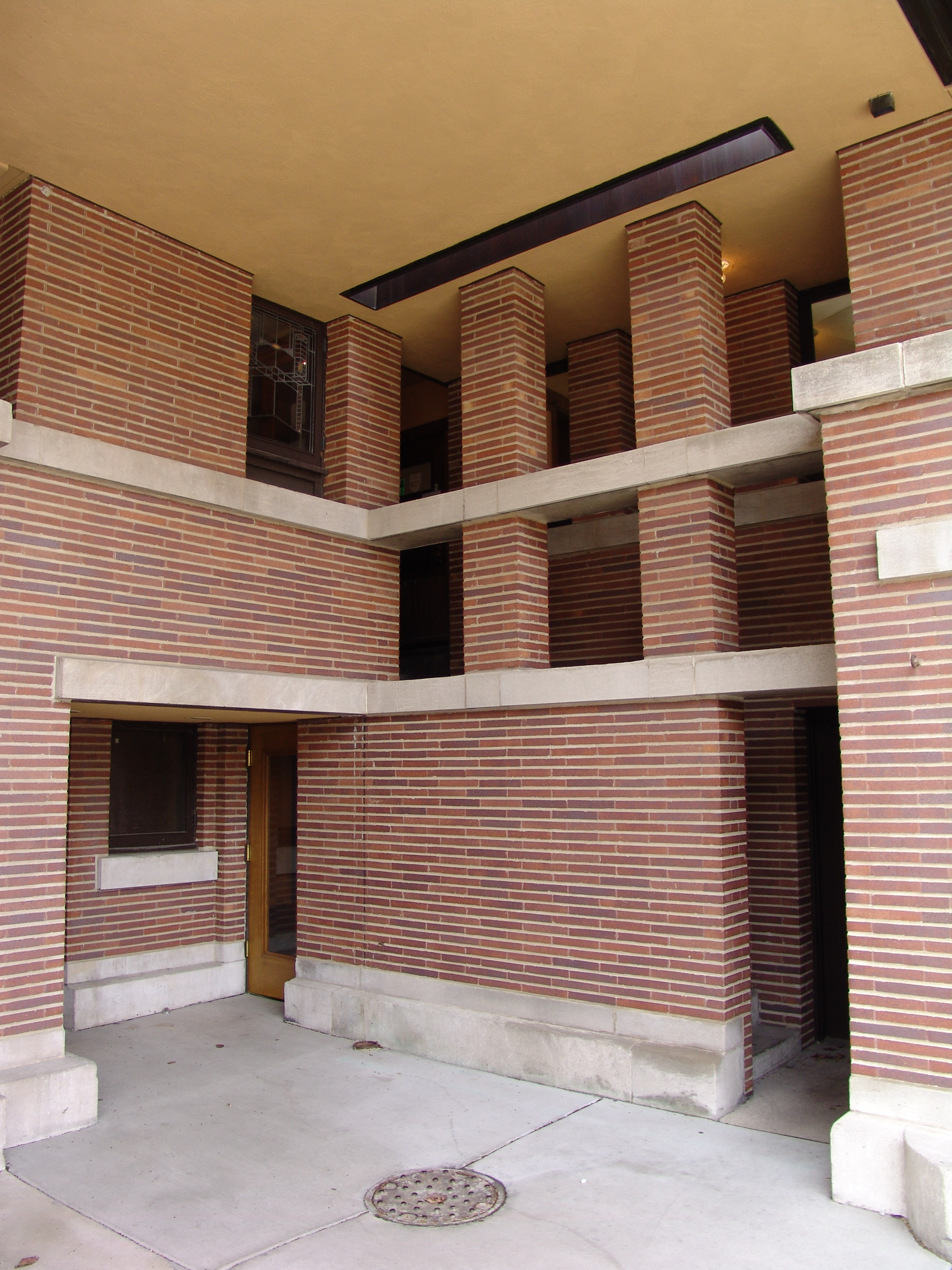
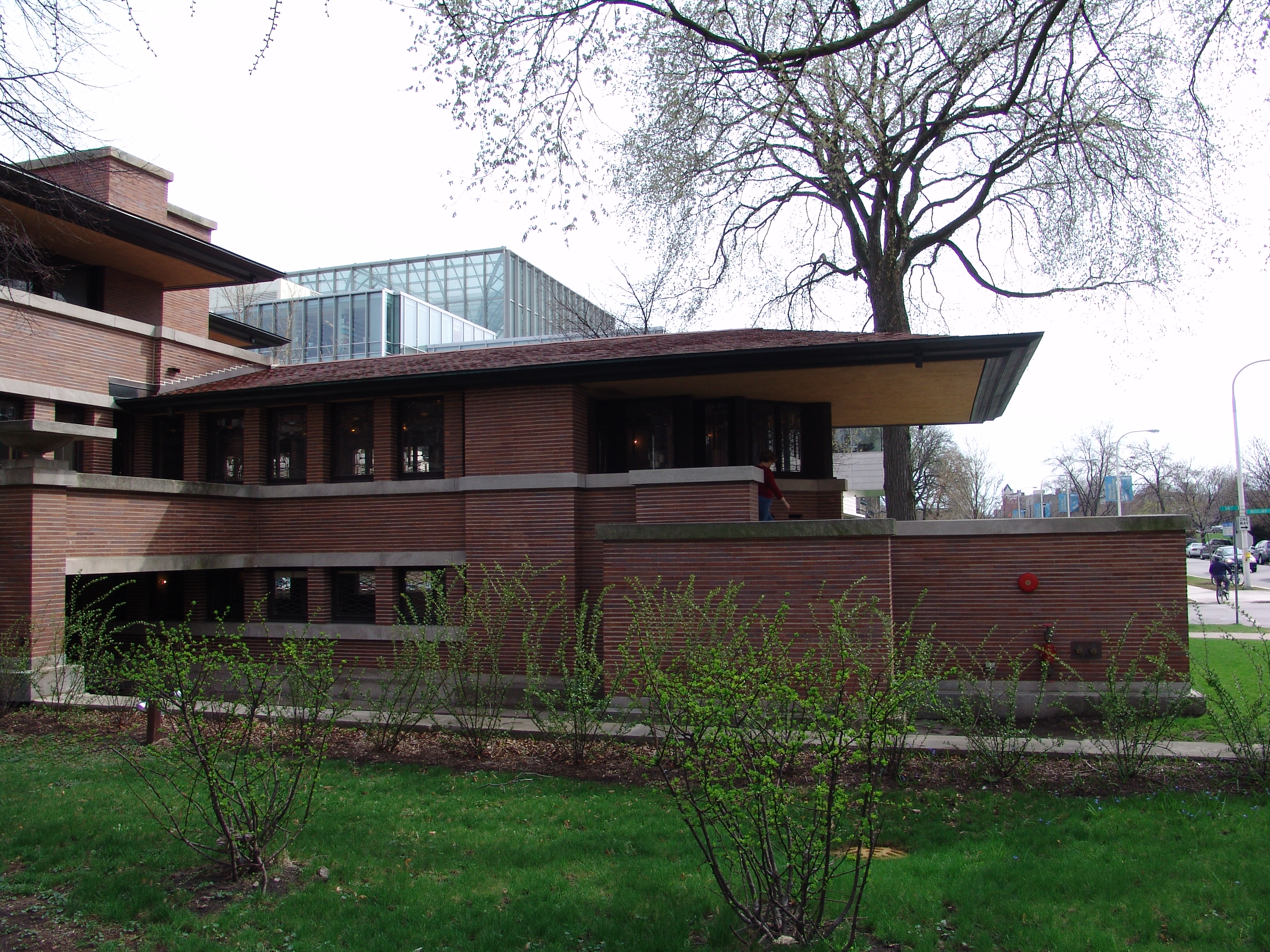
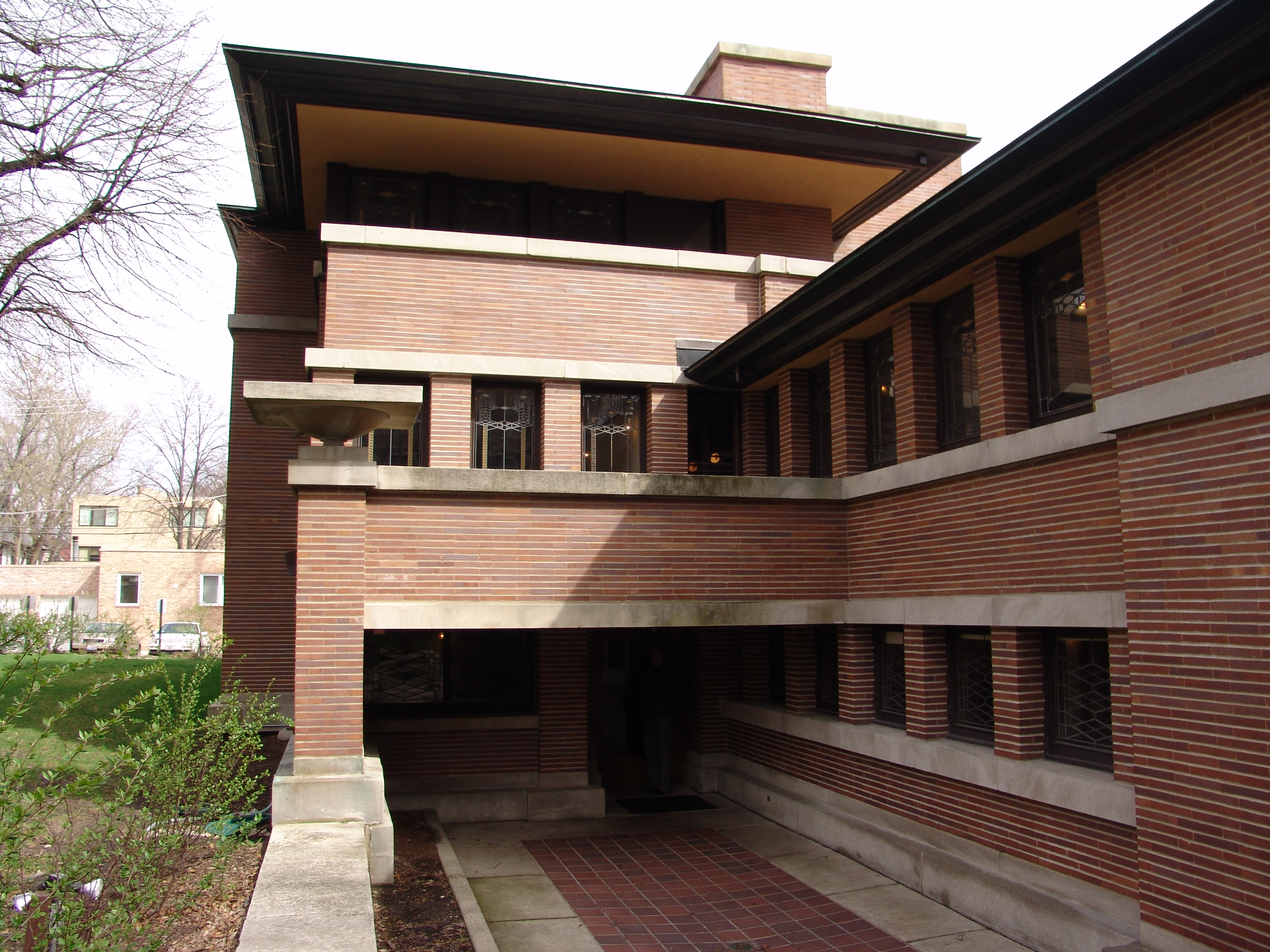